# Heather Langenkamp
Heather Langenkamp (Tulsa, 17 luglio 1964) è un'attrice statunitense, principalmente nota per essere stata la protagonista di tre capitoli della serie Nightmare.

## Biografia
Figlia dell'artista Mary Alice Myers e dell'avvocato Dobie Langenkamp, la Langenkamp è nata a Tulsa, in Oklahoma, ma ha passato parte dell'adolescenza a Washington, quando il padre lavorava per 
il dipartimento dell'Energia durante l'amministrazione Carter.
Nell'estate del 1982, mentre lavora come assistente presso la redazione del quotidiano Tulsa Tribune, vede l'annuncio di un casting comparse per il film di Francis Ford Coppola I ragazzi della 56ª strada. Si presenta ai provini con un'amica e finisce a fare la comparsa in una scena di massa all'esterno di un liceo. La direttrice del casting la chiama poi per una piccola parte in Rusty il selvaggio, che Francis Ford Coppola gira a Tulsa subito dopo aver finito I ragazzi della 56ª strada. Grazie al piccolo ruolo (in una scena di un matrimonio poi eliminata in fase di montaggio), la Langenkamp entra a far parte della Screen Actors Guild, il sindacato degli attori..
Si trasferisce in California per iniziare i corsi di letteratura all'Università di Stanford e grazie ai contatti con il produttore dei film di Coppola che le procura un agente, ottiene la sua prima parte da protagonista nel film indipendente Nickel Mountain, tratto dal romanzo bestseller di John Gardner. Il film, girato nel 1983, viene distribuito solo due anni dopo direttamente in videocassetta. Dopo una parte del film televisivo L'altra, ottiene il ruolo da protagonista nell'horror di Wes Craven Nightmare - Dal profondo della notte.
Nonostante il successo commerciale del film e il premio come Miglior Attrice al Festival internazionale del film fantastico di Avoriaz, la Langenkamp continua gli studi universitari, alternando le lezioni a piccoli lavori in serie televisive (tra cui il pilot Suburban Beat e CBS Schoolbreak Special), videoclip musicali (Sleeping Bag per gli ZZ Top diretto da Steve Barron) e spot TV (per Tab e Burger King).
Nel 1986 torna a vestire i panni di Nancy Thompson nel film Nightmare 3 - I guerrieri del sogno di Chuck Russell, dove guadagna il primo posto in cartellone. Il film esce nel febbraio del 1987 e si rivela un enorme successo commerciale, superiore all'originale.
L'anno successivo interpreta Marie Lubbock in due episodi della serie Genitori in blue jeans e riprende il personaggio, ora da co-protagonista, nello spin-off Dieci sono pochi, che debutta sulla ABC nell'aprile del 1988. La serie si rivela un buon successo di pubblico, tanto da venire rinnovata per due ulteriori stagioni fino al 1990.
Nello stesso anno sposa il truccatore David LeRoy Anderson, conosciuto a una festa natalizia a casa dell'amico in comune Wes Craven. La coppia avrà due figli, David Atticus (nato nel 1991) e Isabelle Eve (nata nel 1994).
Nel 1994 ritorna come protagonista sul grande schermo nel film Nightmare - Nuovo incubo, in cui interpreta se stessa. Il film, presentato in anteprima al Toronto Film Festival, ottiene ottime critiche ma un discreto successo commerciale. Lo stesso anno interpreta la campionessa di pattinaggio Nancy Kerrigan in un film tv basato sullo scandalo dei Giochi olimpici invernali del 1994, Tonya & Nancy - The Inside Story. Nel 1995 ottiene una piccola parte nel film The Demolitionist, diretto dall'amico truccatore Robert Kurtzman.
Successivamente decide di prendersi una pausa dalla recitazione per dedicarsi alla famiglia. In seguito alla doppia vittoria del Premio Oscar da parte del marito, si associa con lui nella direzione della AFX Studio, una società di effetti speciali di trucco fondata da David Leroy Anderson col padre, Lance Anderson,  con sede a Van Nuys in California. Alterna il lavoro di amministrazione dello Studio con piccoli e sporadici lavori televisivi, tra cui il ruolo da co-protagonista nel film Fugitive Mind di Fred Olen Ray. Nello stesso anno fonda la compagnia Malibu Gum Factory.
Il primo ingaggio importante della AFX Studio è per il film L'alba dei morti viventi: l'attrice e il marito si trasferiscono per cinque mesi in Canada per la realizzazione e la coordinazione del reparto trucco del film. Nello stesso periodo, l'attrice ottiene piccole parti nelle serie Road to Justice - Il giustiziere e JAG - Avvocati in divisa, recita nel film di Wes Craven Cursed - Il maleficio (con un piccolo ruolo successivamente eliminato)  e interpreta se stessa nel film studentesco italiano The Bet (successivamente distribuito come serie web nell'Aprile del 2020).
In seguito coordina con il marito gli effetti di trucco dei film Cinderella Man - Una ragione per lottare (che fa guadagnare al marito la sua terza candidatura agli Oscar), Un'impresa da Dio e Quella casa nel bosco (che vince il Fangoria Chainsaw Award per il miglior trucco).
Nel 2012 torna sul grande schermo con una parte nel film di Gionata Zarantonello The Butterfly Room - La stanza delle farfalle, in cui interpreta la figlia di Barbara Steele. Segue un ruolo nel film indipendente Home, uscito direttamente in DVD. Curando l'amministrazione dell'AFX Studio, si ritaglia per divertimento piccole parti nei progetti seguiti dalla compagnia, tra cui Into Darkness - Star Trek (in cui interpreta l'alieno Moto) e la serie American Horror Story (vestendo i panni di una rappresentante Tupperware). 
Dopo aver prestato la voce per la narrazione del documentario Never Sleep Again: The Elm Street Legacy, decide di raccontare le sue esperienze con i fan di Nightmare nel documentario da lei prodotto e co-diretto I am Nancy. Ha inoltre preso parte alla soap opera web The Bay.
Nel novembre 2023, si aggiunge al cast del lungometraggio The Life of Chuck, diretto da Mike Flanagan, nonché adattamento dell'omonimo racconto dello scrittore statunitense Stephen King.

## Filmografia

### Cinema
- I ragazzi della 56ª strada (The Outsiders), regia di Francis Ford Coppola (1983)
- Rusty il selvaggio (Rumble Fish), regia di Francis Ford Coppola (1984) (scena eliminata)
- Nickel Mountain, regia di Drew Denbaum (1984)
- Nightmare - Dal profondo della notte (A Nightmare on Elm Street), regia di Wes Craven (1984)
- Nightmare 3 - I guerrieri del sogno (A Nightmare on Elm Street 3: Dream Warriors), regia di Chuck Russell (1987)
- Sotto shock (Shocker), regia di Wes Craven (1989)
- Nightmare - Nuovo incubo (Wes Craven's New Nightmare), regia di Wes Craven (1994)
- Fugitive Mind, regia di Fred Olen Ray (1999)
- The Butterfly Room - La stanza delle farfalle (The Butterfly Room), regia di Gionata Zarantonello (2012)
- Into Darkness - Star Trek (Star Trek into Darkness), regia di J. J. Abrams (2013)
- Home, regia di Fank Lin (2016)
- Hellraiser: Judgement, regia di Gary J. Tunnicliffe (2018)
- Portal,regia di Dean Alioto (2019)

### Televisione
- L'altra (Passions), regia di Sandor Stern - film TV (1984)
- Suburban Beat, regia di Michael Vejar - film TV (1985)
- CBS Schoolbreak Special - serie TV, 1 episodio (1986)
- ABC Afterschool Specials - serie TV, 1 episodio (1986)
- Heart of the City - serie TV, 1 episodio (1986)
- The New Adventures of Beas Baxter - serie TV, 1 episodio (1987)
- Hotel - serie TV, 1 episodio (1987)
- Genitori in blue jeans (Growing Pains) - serie TV, 5 episodi (1988-1990)
- Dieci sono pochi (Just the Ten of Us) - serie TV, 47 episodi (1988-1990)
- Road to Justice - Il giustiziere (18 Wheels of Justice) - serie TV, 1 episodio (2002)
- JAG - Avvocati in divisa (JAG) - serie TV, 1 episodio (2002)
- American Horror Story - serie TV, 2 episodi (2014)
- Truth or Dare, regia di Nick Simon - film TV (2017)
- The Midnight Club - serie TV, 10 episodi (2022)

### Documentari
- The Bet, regia di Alessia Pertoldi (2007)
- Iam Nancy, regia di Ariene Marechal (2011)
- Scream, Queen! My Nightmare on Elm Street, regia di Tyler Jensen e Roman Chimienti (2019)

### Web serie
- The Bay - serie web, 4 episodi (2015)
- The Bet - serie web, 3 episodi (2020)

### Cortometraggi
- Intruder, regia di Brian McQuery (2015)
- The Sub, regia di Dan Samiljan (2016)
- Unholy Blood, regia di Matt Cunningham (2018)
- Cottonmouth, Danny Salemme e Zach Wincik (2020)
- Glitch, regia di Rebecca Berrih (2022)

## Doppiatrici italiane
Nelle versioni in italiano delle opere in cui ha recitato, Heather Langenkamp è stata doppiata da:
- Laura Boccanera in Nightmare - Dal profondo della notte
- Silvia Tognoloni in Nightmare 3 - I guerrieri del sogno
- Emanuela Rossi in Nightmare - Nuovo incubo
- Francesca Fiorentini in The Butterfly Room
- Francesca Bregni in Dieci sono pochi
- Roberta Greganti in Midnight Club